# Buurtteam
Een sociaal wijkteam, ook wel buurtteam genoemd, is een dienst in de buurt waar men terechtkan voor hulp bij economische, sociale of andere persoonlijke problemen waarmee men te kampen heeft. Het idee van deze dienst is dat de burger eenvoudiger de benodigde hulp verkrijgt, terwijl de zorgkosten dalen.
Vormen van hulp die door het buurtteam aangeboden kan worden zijn bijvoorbeeld antwoorden op vragen over zorg, wonen, gezondheid, werk, geld, socialiseren of veiligheid.  Het gratis advies en ondersteuning wordt verzorgd door verschillende hulpverleners met specialistische kennis en ervaringsdeskundigen.

## Context
Het concept van het buurtteam is halverwege de jaren 2010 in het kader van decentralisatie van zorgtaken door de overheid geïntroduceerd met het idee zichtbaardere en toegankelijkere steunpunten aan de bewoners te bieden in een complexe maatschappij waar men moeilijk haar weg vindt. Middels zogenaamde 'keukentafelgesprekken' wordt dan gekeken hoe het probleem het best opgelost kan worden. 
In 2019 werd door de Volkskrant opgemerkt dat de oorspronkelijke doelstelling dat de burger en zijn netwerk meer zelf zouden gaan doen, en dat de wijkteams minder zouden doorverwijzen naar professionele hulp, niet bereikt werd en in feite averechts verliep.